# Список умерших в 1395 году

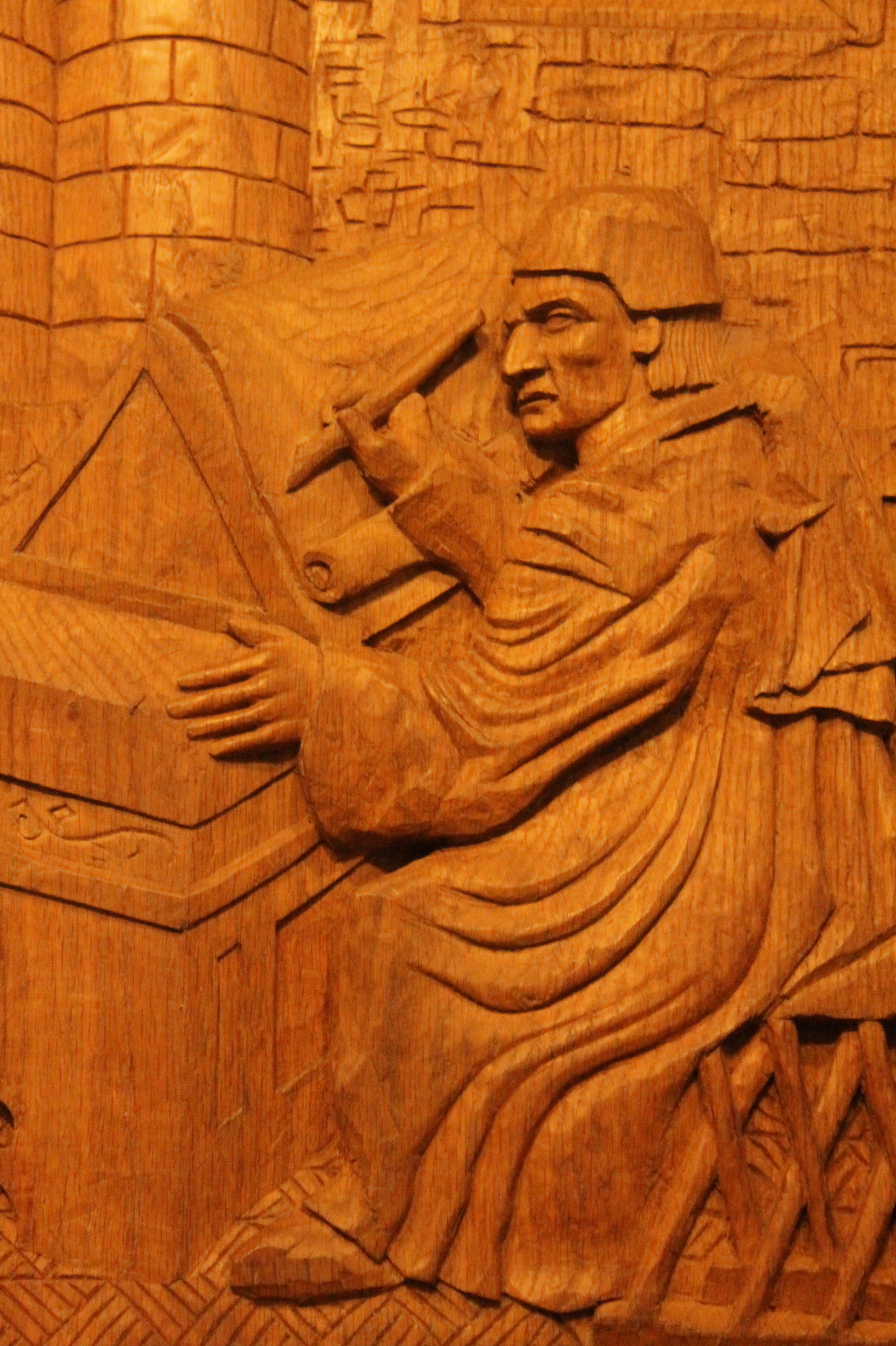
Джон Барбор

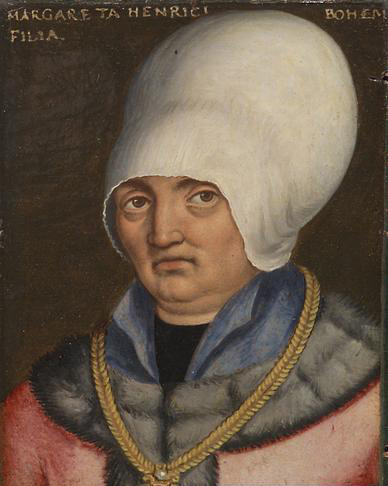
Екатерина Люксембургская

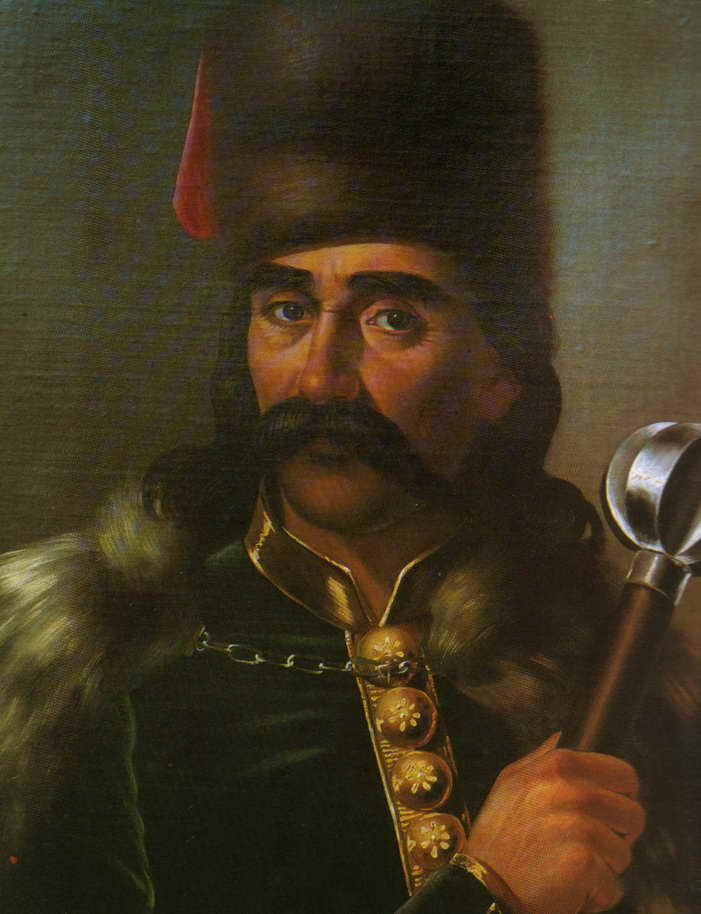
Королевич Марко

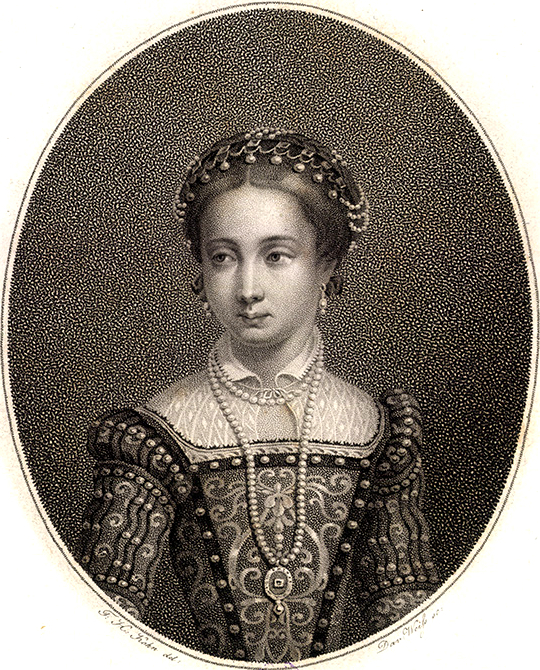
Мария I

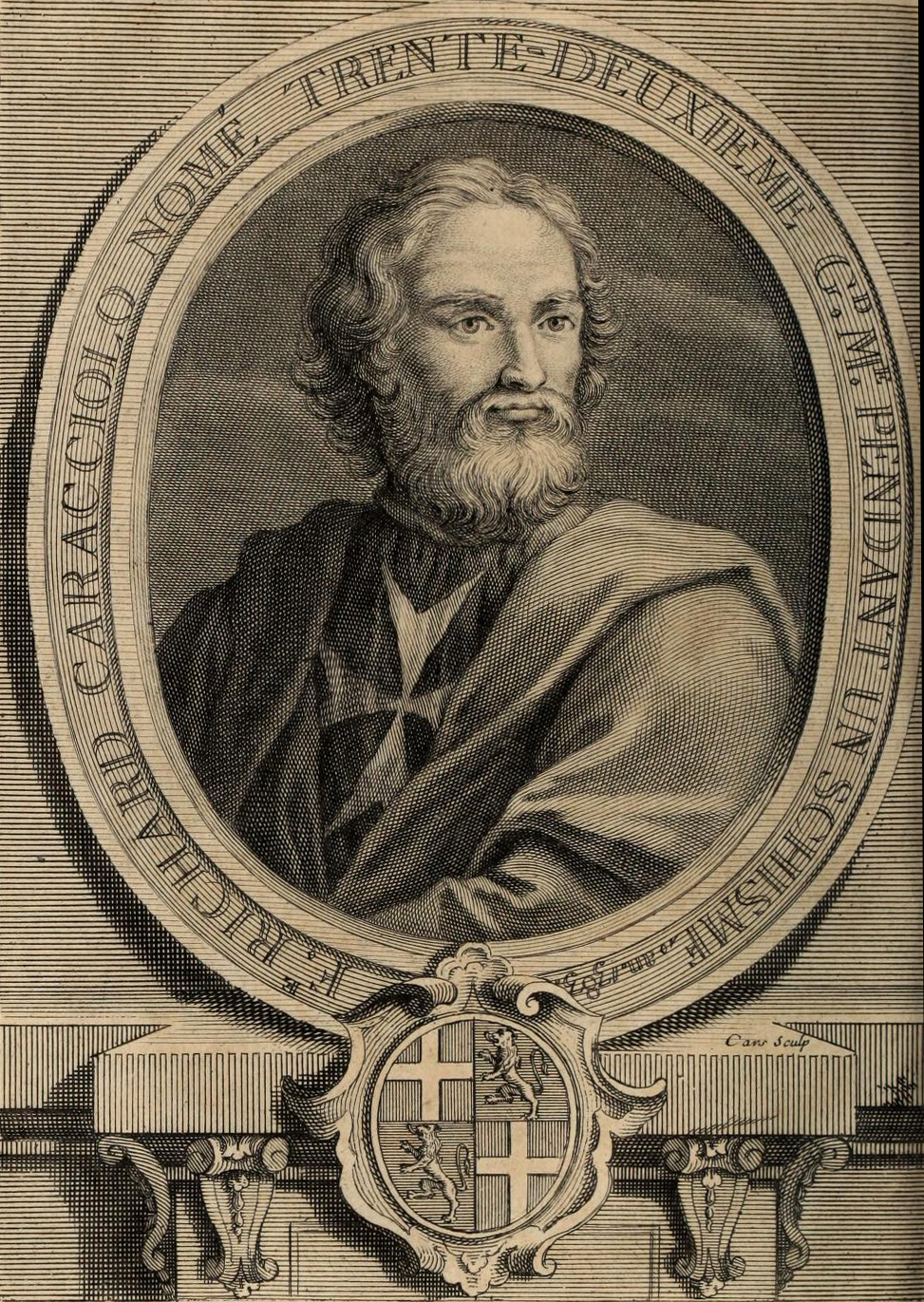
Риккардо Караччоло

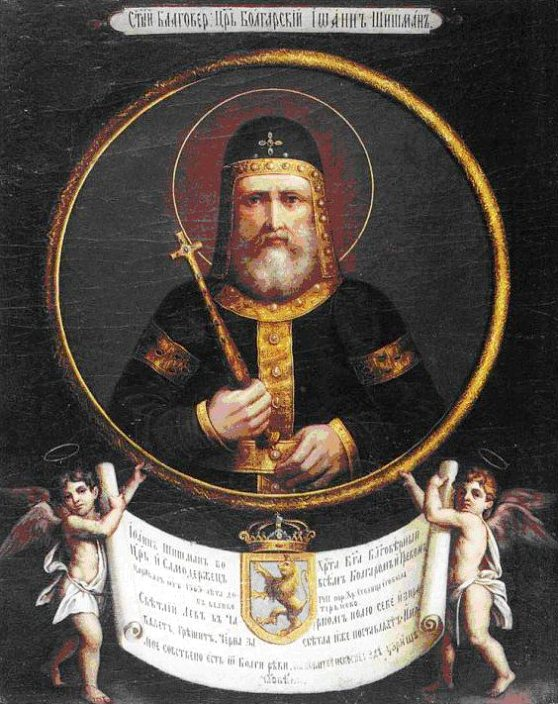
Иван Шишман

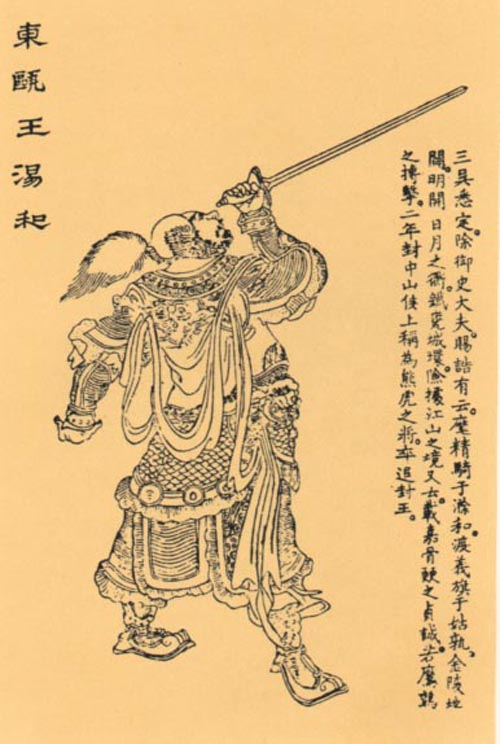
Тан Хэ

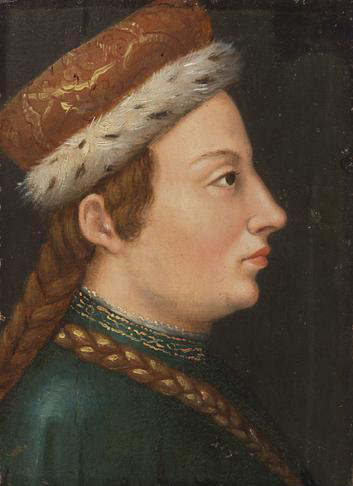
Альбрехт III

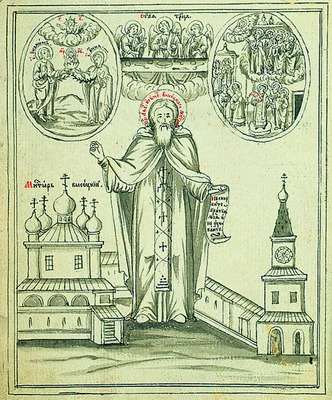
Афанасий Высоцкий Младший

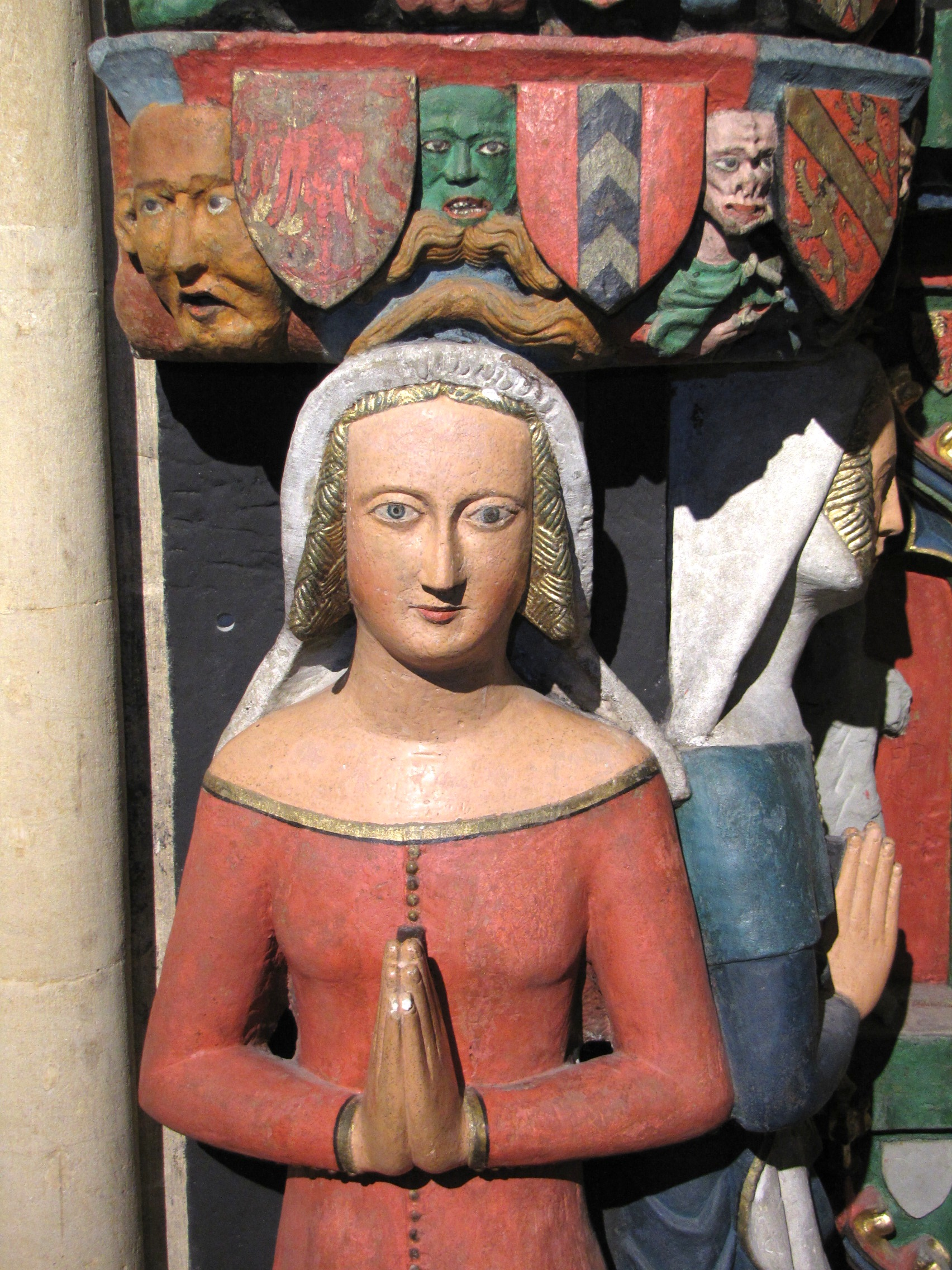
Изабелла

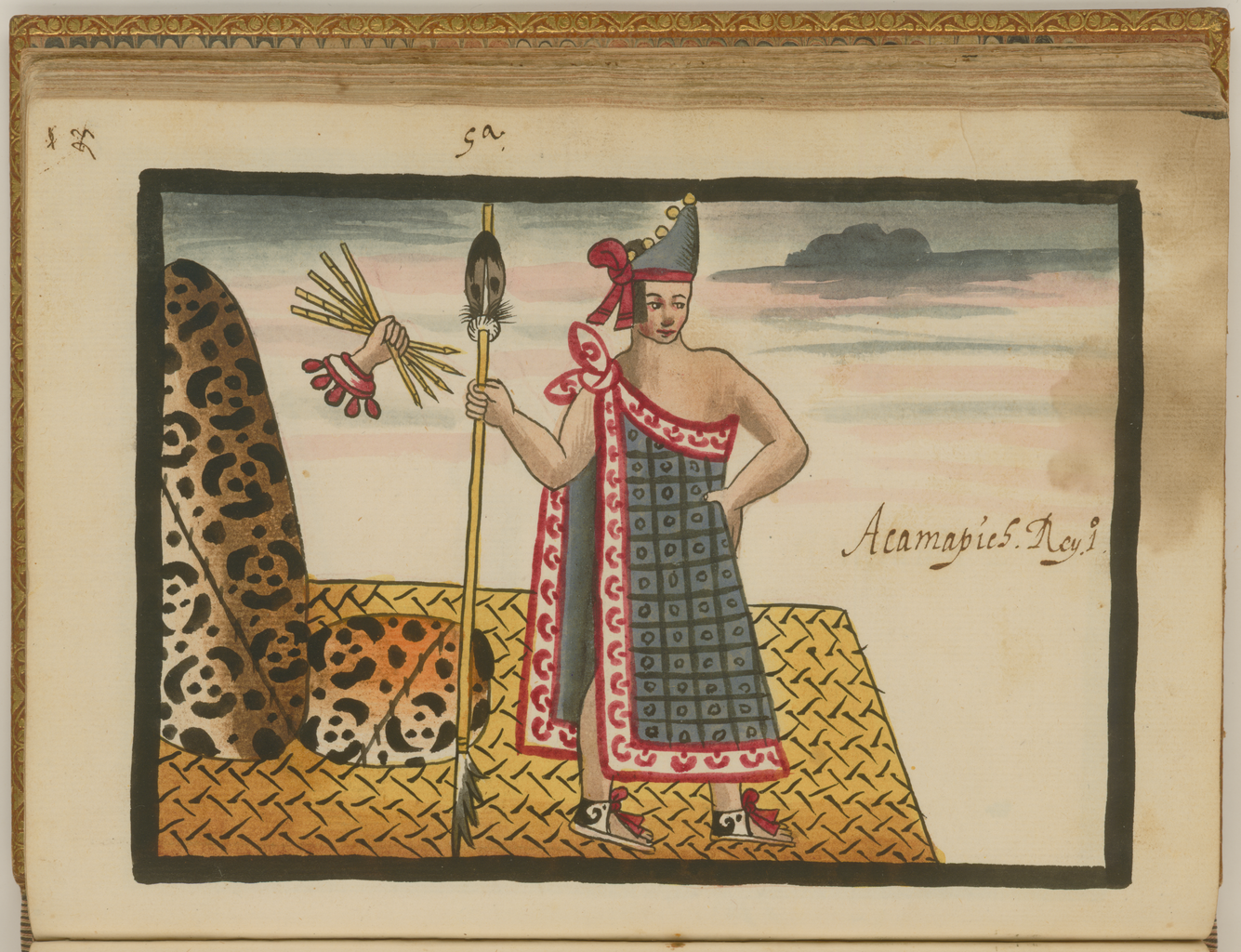
Акамапичтли

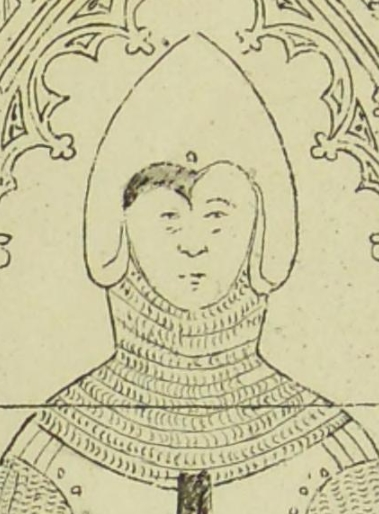
Гийом Тирель

В этой статье представлен список известных людей, умерших в 1395 году.
См. также: Категория:Умершие в 1395 году

## Март
- 13 марта — Джон Барбор — национальный поэт Шотландии, основоположник литературы на  шотландском языке.

## Апрель
- 6 апреля — Уильям де Стаффорд (19) — 4-й граф Стаффорд, 5-й барон Стаффорд и 5-й барон Одли (1392—1395).
- 19 апреля — Чжу Шуан (38) — императорский принц китайской династии Мин, носивший титул принца Цинь (秦王) (1370—1395).
- 26 апреля — Екатерина Люксембургская (52) — дочь императора Священной Римской империи Карла IV, герцогиня-консорт Австрии (1358—1365), как жена Рудольфа IV, курфюрстина-консорт Бранденбурга (1366—1373), как жена Оттона V.

## Май
- 2 мая — Гульхан-Евдокия — грузинская царевна, дочь Давида IX, императрица-консорт Трапезундской империи (1390—1395), первая жена Мануила III Великого Комнина
- 17 мая:
  - Константин Деянович — сербский феодал, последний деспот Вельбуждского деспотата (1378/1379—1395); погиб в битве при Ровине;
  - Королевич Марко — последний правитель Прилепского королевства в западной Македонии (1371—1395), герой эпоса южных славян, в основном сербского, македонского и болгарского;  погиб в битве при Ровине;
  - Мария I — правящая королева Венгрии и Хорватии (1382—1385, 1386—1395), последняя представительница Анжу-Сицилийской династии на венгерском престоле.
- 18 мая:
  - Ибн Раджаб (59) — исламский учёный-богослов, хадисовед и правовед ханбалитского мазхаба;
  - Рикардо Караччоло — антимагистр ордена госпитальеров (1383—1395).
- 25 мая — Уильям де Ботро — английский аристократ, 2-й барон Ботро (1391—1395).

## Июнь
- 3 июня — Иван Шишман — болгарский царь (1371—1395), вместе с братом Иоанном-Срацимиром был одним из двух последних царей Второго Болгарского царства; убит.

## Август
- 22 августа — Тан Хэ — китайский военачальник, один из генералов-основателей Минской империи, герцог Синго
- 29 августа — Альбрехт III (45) — герцог Австрийский  в 1364—1379 совместно с братом Леопольдом III, c 1379 — единолично,  основатель Альбертинской линии габсбургского дома.

## Сентябрь
- 20 сентября — Афанасий Высоцкий Младший — преподобный Русской церкви. Ученик первого игумена Серпуховского Высоцкого монастыря преподобного Афанасия Высоцкого (старшего). Второй игумен монастыря.

## Ноябрь
- 5 ноября — Элизабет Латимер — английская аристократка, 5-я баронесса Латимер из Корби (1381—1395).

## Декабрь
- 25 декабря — Изабелла — графиня Невшателя (1373—1395)

## Дата неизвестна или требует уточнения
- Акамапичтли — первый тлатоани (правитель) ацтеков в Теночтитлане (1375—1395), основатель ацтекской имперской династии.
- Имре Бебек — венгерский влиятельный магнат и политик, бан Хорватии и Далмации (1383—1383), воевода Руси (1383—1386), королевский судья (1386—1392), воевода Трансильвании (1392—1393).
- Гильом III Роже де Бофор, виконт Тюренна (с 1350).
- Готфрид фон Хайнсберг — сеньор Хайнсберга и Деленбройха, граф Шини (1361—1362).
- Детмар Любекский — любекский хронист, монах-францисканец, один из авторов городской хроники Любека, составлявшейся на нижнесаксонском диалекте средневерхнемецкого языка.
- Коблер Мор Ни Конхобайр — гэльская леди, королева-консорт трёх гэльских королей и хранительница гэльских обычаев.
- Рамесуан — король Аютии (1369—1370, 1388—1395)
- Сатто — король (ван) Тюдзана (1350—1395), основатель династии Сатто
- Степан Дабиша — король Боснии из династии Котроманичей (1391—1395)
- Гийом Тирель — повар королевского двора Франции во время первых королей династии Валуа и Столетней войны.